# Ichneumon ambiguorius
Ichneumon ambiguorius là một loài tò vò trong họ Ichneumonidae.